# Ijimaia antillarum
Espèce
Ijimaia antillarum est une espèce de poisson Ateleopodiformes de l'Atlantique Ouest à proximité de Cuba.

## Référence
- Howell Rivero, 1935 : The family Ateleopidae and its West Indian form. Memorias de la Sociedad Cubana de Hist. Nat. - Felipe Poey - 9-2 p. 91-106.